# دستور جمهورية مصر العربية (2012)
دستور مصر 2012 دستور لمصر صاغته اللجنة التأسيسية في الأشهر المؤدية لديسمبر 2012 وطرحته للاستفتاء، أعلنت اللجنة المشرفة على الاستفتاء موافقة المصريين على مشروع الدستور بنسبة 63.8% ومعارضة 36.2، وتم تعطيل العمل به بتاريخ 3 يوليو 2013 حتى تعديله وطرحه للاستفتاء الشعبي مرة أخرى.

## اللجنة التأسيسية لصياغة الدستور
تم انتخاب اللجنة التأسيسية في البدء من البرلمان في مارس 2012، ليتم حلها بقرار محكمة في إبريل بعد اعتبارها غير دستورية. انتخبت لجنة ثانية من قبل البرلمان خلال الصيف. أخرجت اللجنة مسودة دستور مكون من 236 مادة، وتم إقرار كل مادة على حدة خلال اجتماع استمر ل19 ساعة بدء من 29 نوفمبر، انتهت اللجنة من عملها في اليوم التالي وأرسلت مسودة الدستور للرئيس المصري آنذاك محمد مرسي ليقرر استفتاء الشعب على الدستور، فوافق الشعب واعتمد رسمياً كدستور للبلاد في 25 ديسمبر 2012.

## الاستفتاء على الدستور
اعلنت اللجنة العليا المشرفة على الاستفتاء نتيجة الاستفتاء إذ وافق الشعب على الدستور بأغلبية قاربت الثلثين (63.8%) بينما رفض الدستور 33.2%.  شارك في الاستفتاء 17,058,317 ناخباً من أصل 51,919,067 ممن لهم حق التصويت، لتكون نسبة المشاركة 32.9% ونسبة الامتناع عن المشاركة 67.1%.

## إلغاء العمل بالدستور
بعد مظاهرات 30 يونيو 2013 في مصر اتفق الجيش المصري بقيادة الفريق أول عبد الفتاح السيسي وقتها مع المعارضة على عزل الرئيس محمد مرسي ووضعه قيد الإقامة الجبرية وتم حبسه في مكان غير معلوم، أصدر عبد الفتاح السيسي مجموعة من القرارات كان منها وقف العمل بدستور 2012 مؤقتاً إلى أن يعرض على هيئة من الخبراء لتعديله. وقد تشكلت لجنتين:
- لجنة العشرة: المكونة من عشرة أعضاء من الهيئات القضائية وفقهاء الدستور لدراسة دستور 2012 واقتراح التعديلات.
- لجنة الخمسين: المكونة من خمسين شخصية معينة تمثل كل أطياف المجتمع لدراسة مقترحات لجنة العشرة وإعداد التعديلات المقترحة تمهيداً لطرحها في استفتاء عام.

## لجنة العشرة لتعديل الدستور
وتسمي أيضاً لجنة الخبراء، وقد أصدر الرئيس المؤقت المستشار عدلي منصور في 20 يوليو 2013 قراراً جمهورياً بتشكيل لجنة الخبراء الخاصة بتعديل الدستور وتشمل:
- المستشار محمد عيد محجوب أمين عام المجلس الأعلي للقضاء
- المستشار حسن السيد بسيوني رئيس محكمة باستئناف القاهرة
- المستشار محمد عبد العزيز الشناوي ممثل عن المحكمة الدستورية
- المستشار محمد خيري طه نائب رئيس المحكمة الدستورية العليا ممثل عن المحكمة الدستورية.
- المستشار عصام الدين عبد العزيز النائب الأول لرئيس مجلس الدولة ورئيس الجمعية العمومية لقسمي الفتوى والتشريع بالمجلس
- المستشار مجدي العجاتي نائب رئيس مجلس الدولة ورئيس قسم التشريع بالمجلس
- الدكتور فتحي فكري أستاذ متفرغ بكلية الحقوق جامعة القاهرة ممثل عن المجلس الأعلى للجامعات.
- الدكتور حمدي علي عمر عميد كلية الحقوق جامعة الزقازيق ممثل عن المجلس الأعلى للجامعات.
- الدكتور صلاح الدين فوزي أستاذ متفرغ بكلية حقوق جامعة المنصورة ممثل عن المجلس الأعلى للجامعات.
- الدكتور علي عبد العال أستاذ متفرغ بكلية حقوق جامعة عين شمس ممثل عن المجلس الأعلى للجامعات.

بدأت اللجنة اجتماعاتها يوم 21 يوليو 2013 في مقر مجلس الشورى ولمدة شهر، حتى أعلنت الرئاسة المصرية انتهاء لجنة الخبراء من عملها يوم 20 أغسطس 2013. وقد قامت لجنة الخبراء بحذف عدد من المواد وتعديل البعض الآخر ليصبح الدستور الجديد المقترح 198 مادة. وأبرز ما جاء في اقتراحات لجنة العشرة:
- إلغاء مجلس الشورى
- إلغاء نسبة 50% عمال وفلاحين
- إلغاء المادة 219 المفسرة للمادة الثانية من الدستور
- بقاء مواد القوات المسلحة دون تعديل
- تعديل المادة الخاصة بالمحكمة الدستورية العليا وعدم ذكر عدد الأعضاء كما في دستور 2012
- زيادة عدد نواب مجلس الشعب بألا يقل عن 450 عضواً بدلاً من 350 في دستور 2012
- اعتماد النظام الفردي في الانتخاب بدلاً من النظام المختلط بين الفردي والقائمة.

## لجنة الخمسين لتعديل الدستور
وفي يوم 1 سبتمبر 2013 أعلنت رئاسة الجمهورية المصرية عن صدور قرار جمهوري من الرئيس عدلي منصور بتشكيل لجنة الخمسين لتعديل الدستور، والتي يستمر عملها لمدة 60 يوماً لتنتهي بالاستفتاء على التعديلات الجديدة. وتضمن القرار أيضاً آلية اختيار رئيس اللجنة، وحدد نسبة 75% من أعضائها للموافقة علي تمرير مواد الدستور المقترح، وأن تكون اجتماعاتها في مقر مجلس الشوري المصري، وعلي أن يكون أول اجتماع لها يوم 8 سبتمبر 2013.